# Robertsonia flavidula
Robertsonia flavidula är en kräftdjursart som beskrevs av Willey 1930. Robertsonia flavidula ingår i släktet Robertsonia och familjen Diosaccidae. Inga underarter finns listade i Catalogue of Life.